# Nicolae Macici
Nicolae Macici (n. 7 noiembrie 1886, Craiova, România – d. 15 iunie 1950, Aiud, Alba, România) a fost un general român, care s-a distins în luptele celui de-Al Doilea Război Mondial atât pe Frontul de Est (iunie - noiembrie 1941), cât și pe Frontul de Vest (august 1944 - februarie 1945). A comandat Armata 1-a română (8 noiembrie 1941 - 12 februarie 1945), cu care a participat la campania anti-Axa.
Generalul Macici, unul dintre militarii cu rang înalt care au organizat Masacrul de la Odesa (22-24 octombrie 1941), a fost judecat pentru crime de război, degradat și condamnat în 1945 la pedeapsa cu moartea, comutată ulterior de regele Mihai I în muncă silnică pe viață.

## Cariera militară

### Tinerețea și începutul carierei militare
Nicolae Macici s-a născut la data de 7 noiembrie 1886 la Craiova. A urmat Școala Militară de Infanterie și Cavalerie din București (1 septembrie 1905 - 1 iulie 1907), în aceeași promoție cu viitorii generali Constantin Sănătescu și Gheorghe Mihail, iar după absolvire a fost avansat la gradul de sublocotenent și repartizat comandant de pluton în Regimentul 18 Infanterie. A fost avansat locotenent la 1 iulie 1910 și a îndeplinit funcțiile de comandant de companie în Regimentul 26 Infanterie și, apoi, în Batalionul 1 Vânători. A urmat cursurile Școlii Superioare de Război din București (1 octombrie 1913 - 1 aprilie 1915), fiind înaintat la absolvire la gradul de căpitan.

### Primul Război Mondial
După intrarea României în Primul Război Mondial căpitanul Nicolae Macici a comandat o companie de mitraliori din Regimentul 41 Infanterie în luptele din pasul Merișor și de la Vulcan din septembrie 1916. A fost avansat la 1 aprilie 1917 la gradul de maior și decorat în 20 aprilie 1917 cu Ordinul „Mihai Viteazul” clasa a III-a:
„Pentru destoinicia cu care a rezistat cu compania de mitraliere ce comanda, focului artileriei inamice, în pasul Merișor, înlesnind reocuparea poziției pierdute.”
Înalt Decret no. 364 din 20 aprilie 1917:p. 78
După război a fost înaintat la gradul de locotenent-colonel (1 aprilie 1920) și a îndeplinit în anii următori funcția de șef de stat major al diviziilor 2, 16 și 18 infanterie. Avansat la gradul de colonel (1 iulie 1927), a fost numit la comanda Centrului de instrucție al infanteriei și apoi a Corpului 1 teritorial (din 1 aprilie 1929). A devenit la 16 septembrie 1932 comandant al Școlii militare de ofițeri activi de infanterie din Sibiu, pe care a condus-o timp de doi ani.
Colonelul Macici a comandat apoi Brigada 17 Infanterie (din 1 octombrie 1934), iar apoi, la scurt timp după avansarea la gradul de general de brigadă (15 august 1937), i s-a încredințat postul de comandant al Diviziei 9 Infanterie. A obținut gradul de general de divizie la 25 octombrie 1939 și a fost numit la 10 septembrie 1940 în funcția de comandant al Corpului 2 Armată, care se afla dispus în nordul Dobrogei fără a fi subordonat niciunei armate.

### Al Doilea Război Mondial

#### Frontul antisovietic
Intrarea României în cel de-al Doilea Război Mondial (22 iunie 1941) l-a găsit pe generalul Macici la comanda Corpului 2 Armată, format din Diviziile 9 și 10 Infanterie. Unitățile comandate de el au respins atacurile sovietice din zona Deltei Dunării, apoi au traversat Dunărea și s-au îndreptat spre Nistru. Corpul 2 Armată a participat în perioada august - octombrie 1941 în Bătălia de la Odesa, stabilindu-se, după victorie, în garnizoana orașului Odesa. A executat represaliile dispuse de Ion Antonescu ca urmare a exploziei produse în clădirea comandamentului român, raportându-i pe 25 octombrie 1944 că a executat 13.000 de persoane, în mare parte evrei și comuniști și că o parte dintre ele au fost spânzurate în spații publice (piețe sau străzi).
Nicolae Macici a fost numit la 8 noiembrie 1941 în funcția de comandant al Armatei 1, singura unitate militară cu rang de armată care nu a luptat pe frontul antisovietic. A fost înaintat în 24 ianuarie 1942 la gradul de general de corp de armată.

#### Frontul antihitlerist
După arestarea lui Antonescu la data de 23 august 1944 și întoarcerea armelor împotriva Germaniei, unitățile Armatei 1, care se aflau până atunci în spatele frontului, au ajuns dintr-o dată în prima linie. Generalul Macici a primit misiunea să ocupe aliniamentul liniei de demarcație din Transilvania și să apere frontiera României din vest și sud-vest, oprind pătrunderea trupelor inamice pe teritoriul României. Trupele aflate în subordinea lui au apărat zonele industriale Arad-Timișoara și sudul Banatului și au rezistat până pe 3 septembrie, când au sosit întăririle româno-sovietice, pe un aliniament cu o lungime de peste 900 km de la Întorsura Buzăului până la Orșova, după care au fost dispuse în sectorul Gilău - Orșova. Prin manevrele de forțe efectuate în acest sector, unitățile Armatei 1 au respins atacurile trupelor inamice aflate dincolo de frontiera româno-ungară, înlesnind deplasarea trupelor româno-sovietice în Transilvania.
Acțiunea hotărâtă a unităților Armatei 1 a fost citată prin ordinul de zi al Grupului de armate sovietice comandat de generalul Ivan Managarov în care se menționa: „Unitățile române care acționează în cadrul Grupului de armate, oprind năvala trupelor germane și ungare, au acoperit înaintarea trupelor Armatei Roșii spre Câmpia ungară și au luat parte activă la cucerirea orașului Arad. În aceste lupte, unitățile și subunitățile române, în condițiuni grele de regrupare, au dat exemple de bărbăție și dârzenie și au îndeplinit cu cinste misiunea importantă ce li s-a încredințat. Pentru aceste brave acțiuni de luptă exprim mulțumirile mele generalului de corp de armată Macici și trupelor de sub comanda sa”.
Unitățile Armatei 1 au trecut apoi la ofensivă pe 22 septembrie 1944 și au eliberat orașele Beiuș, Salonta și Oradea până la sfârșitul lunii octombrie, după care au forțat traversarea Tisei și au pătruns pe teritoriul Ungariei. Au purtat lupte grele în zonele localităților Mindszent, Csongrád si Szolnok de pe malurile Tisei, reușind să respingă contraatacurile germane și ungare. Trupele Diviziei 4 Infanterie au suferit pierderi grele în luptele de lângă Szolnok din cauza lipsei armamentului defensiv antitanc. Armata 1 a pierdut 8.720 de soldați în prima lună de operațiuni militare pe teritoriul Ungariei. Restul unităților au fost dislocate și integrate armatelor sovietice: Corpul 7 a fost inclus în cadrul Armatei 7 Gardă, participând la luptele pentru ocuparea Budapestei, iar Corpul 4 a fost inclus în cadrul Armatei 27 sovietice și a luptat în zona orașului Miskolc și în Munții Bükk. Cele două unități au revenit apoi în subordinea Armatei 1 române: Corpul 4 în decembrie 1944 și Corpul 7 în ianuarie 1945. Refăcută, Armata 1 română a pătruns pe teritoriul Cehoslovaciei, preluând inițiativa și declanșând ofensiva din Munții Javorina.
Generalul Macici a fost rechemat în România în 12 februarie 1945 și trecut în rezervă în martie 1945, la solicitarea Comisiei Aliate de Control care l-a acuzat că a comis crime de război pe frontul antisovietic. În decursul celor 38 de ani de carieră militară generalul Macici a fost decorat cu numeroase ordine și medalii românești și străine.

## Participarea la Masacrul de la Odesa din 1941
În octombrie 1941, în timpul operațiunilor Armatei Române pe frontul răsăritean, Macici s-a implicat alături de Constantin Trestioreanu în masacrele antisemite din Odesa. Venirea lui Macici (comandantul Corpului 2 Armată) a întețit masacrele civililor evrei sub imperiul ordinului expres primit de la cabinetul militar al lui Ion Antonescu. și motivate ca replică la dinamitarea de către NKVD a clădirii în care trupele de ocupație românești își instalaseră Comandamentul (au existat 135 de victime, în majoritate ofițeri și ofițeri superiori români și germani), deși asasinatele împotriva evreilor au debutat imediat după cucerirea orașului, deci cu patru zile înainte de explozia clădirii comandamentului român. Stau mărturie numeroase documente, printre care afișele propagandistice ale armatelor a 3-a și a 4-a române îmbibate de lozinci antisemite care incitau la violență: „Armatele română și germană luptă contra comunismului și jidanilor și nu contra soldatului și poporului rus!”; „Războiul a fost provocat de jidanii lumii întregi. Luptați contra provocatorilor de războaie!”; „Armatele română și germană nu vin pentru a se răsbuna pe populație. Ele luptă pentru distrugerea comunismului și cahalului jidovesc!” etc..

## Procesul
A fost judecat pentru crime de război în perioada 14-22 mai 1945, alături de alte 37 de persoane, în primul proces intentat criminalilor de război la Tribunalul Poporului din București. Generalul de corp de armată Nicolae Macici a fost găsit vinovat de masacrarea populației civile în zilele de 21-22 octombrie 1941 la Odesa și la Dalnic și declarat „criminal de război”, iar prin sentința din 22 mai 1945 a fost degradat militar și condamnat la moarte prin împușcare.
La 1 iulie 1945 regele Mihai I i-a comutat pedeapsa în muncă silnică pe viață. A fost deținut în închisorile Jilava, Dumbrăveni și Aiud. Nicolae Macici a murit la 15 iunie 1950 în Penitenciarul Aiud.

## Decorații
- Ordinul „Mihai Viteazul”, clasa III (1917)[3]:p. 78
- Ordinul „Coroana României” în gradul de Mare Ofițer cu însemne militare (9 mai 1941)[13]
- Ordinul „Meritul Cultural” pentru Culte, în gradul de cavaler cl. II (11 noiembrie 1941)[14]

Aceste decorații i-au fost retrase prin sentința din 22 mai 1945 a Tribunalului Poporului din București care l-a declarat pe Nicolae Macici „criminal de război”.

## Legături externe
- General de corp de armată Nicolae Macici